# Rolf Görner
Rolf Görner (* 12. Oktober 1924 in Wilsdruff; † 9. April 2009) war ein deutscher Psychologe und Heimatkundler.

## Leben
Rolf Görner war Lehrer an der Oberschule in Wilsdruff. Später beschäftigte er sich an der Technischen Universität Dresden als Mitarbeiter von Winfried Hacker mit psychologischen Fragen innovativer Arbeit auf dem Gebiet „Denken in Konstruktionsprozessen“ und wurde 1974 mit der Arbeit Untersuchungen zur psychologischen Analyse des Konstruierens zum Dr. rer. nat. promoviert.
Rolf Görner war ab 1996 maßgeblich an der Wiedereinrichtung des seit 1919 bestehenden Heimatmuseums in Wilsdruff beteiligt (Wiedereröffnung 1999), das er bis 2009 ehrenamtlich leitete. 2007 wurde er in Anerkennung seines ehrenamtlichen Engagements Ehrenbürger der Stadt Wilsdruff (Laudatio: Roland Wöller, sächsischer Staatsminister für Kultus). Im gleichen Jahr erhielt er die Verdienstmedaille des Bundesverdienstkreuzes.
Am 10. Todestag wurde an seinem Wohnhaus, Freiberger Straße 6 in Wilsdruff, durch den Artur-Kühne-Verein, der Ortsgruppe Wilsdruff im Landesverein Sächsischer Heimatschutz e.V., eine von der Stadt Wilsdruff finanzierte Gedenktafel enthüllt.